# Patentnummer
Eine Patentnummer (auch Publikationsnummer) ist ein vom Deutschen Patent- und Markenamt für jede eingereichte Anmeldung vergebener Code, bestehend aus einer Buchstaben- und Zahlenkombination. In Deutschland wird im Regelfall 18 Monate nach der Anmeldung vom Patentamt die Offenlegungsschrift mit einer Patentnummer veröffentlicht.
Ein Beispiel für eine Patentnummer ist  DE 10 2006 011 652 A1.

## Ländercode
Die Patentnummer beginnt mit dem Ländercode. Für Deutschland wird DE verwendet.

## Nummer
Die (Patent-)Nummer zwischen Länder- und Publikationscode entspricht bei deutschen Patentschriften seit 2004 dem Aktenzeichen.

## Publikationscode
Um anhand der Patentnummer unterscheiden zu können, welchen Inhalt eine Publikation hat, wird an die Patentnummer ein Publikationscode angehängt. Der Publikationscode zeigt beispielsweise an, ob eine Publikation eine ungeprüfte Anmeldung (Offenlegungsschrift) oder ein erteilte (Patentschrift) enthält. Das Deutsche Patent- und Markenamt (DPMA) verwendet seit 2004 folgende sogenannte Schriftenartencodes (Auswahl):
- A1 – erste Publikation der Offenlegungsschrift
- A8/A9 – Korrektur der Offenlegungsschrift
- B3 – erste Publikation der Patentschrift
- B4 – zweite Publikation der Patentschrift
- B8/B9 – Korrektur der Patentschrift
- C5 – Geänderte Patentschrift
- T1 – Veröffentlichung internationaler oder europäischer Anmeldungen in deutscher Übersetzung
- T8/T9 – deren Korrekturen
- U1 – Gebrauchsmusterschrift
- U8/U9 – deren Korrekturen

## Anmeldejahr und Länder
Patentnummern vor dem Jahr 2004 oder aus anderen Ländern als Deutschland können anders strukturiert sein.

## Quelle
Leitfaden für Patentrecherchen mit STN EASY